# Place de Stalingrad (Bordeaux)
Pour les articles homonymes, voir Place de Stalingrad.
La place de Stalingrad, anciennement place du Pont, est une place de la ville de Bordeaux, dans le département français de la Gironde.
La place est la porte d'entrée principale de la rive droite de Bordeaux.

## Situation et accès
Elle est située à la sortie nord du pont de Pierre, dans le quartier bordelais de la Bastide, sur la rive droite de la Garonne.
La place est desservie par la ligne A du tramway de Bordeaux, ainsi que par 8 lignes de bus urbain (16, 25, 28, 60, 65 et le bus de nuit N7) de plusieurs lignes de car interurbain. De plus, un parc-relais, une station V3 et une station Citiz sont installés à proximité.
Depuis le 2 mai 2013, une navette fluviale relie dessert la place, et la relie ainsi directement à place des Quinconces, aux hangars des Chartrons et à la Cité du Vin.
Avant la fermeture en 2017 du pont de Pierre à la circulation automobile, la place était fréquemment encombrée par le trafic automobile, en particulier à cause des mouvements pendulaires. Aujourd'hui, la place est relativement calme, hormis les bus et les taxis, toujours autorisés à passer par le pont. La place reste cependant toujours très empruntée par les piétons et les vélos.
La circulation automobile s'effectue en sens unique autour de la place, à l'instar d'un ront-point.

## Origine du nom
À l'origine elle porte le nom de place du Pont, en raison du pont de pierre. Puis, entre 1843 à 1870, elle s'est temporairement appelée place Napoléon, quand le maire de Cenon a voulu rendre hommage à l'initiateur de la construction du pont. A la chute du Second Empire, la place reprend son nom de place du Pont.
En 1946, la ville de Bordeaux sous le mandat de Fernand Audeguil, lui donne le nom de place de Stalingrad, afin de commémorer la célèbre bataille qui permit aux armées soviétiques de remporter une victoire décisive sur les armées allemandes, du 19 septembre 1942 au 2 février 1943.

## Histoire
Lors de la décision de la construction du pont de pierre, un premier projet prévoit une place en demi-lune rive droite, alors territoire de la ville Cenon, en réponse à la place de Bourgogne (actuelle place Bir-Hakeim) située à l'autre extrémité du pont, côté Bordeaux. Finalement une place de forme rectangulaire dessinée par l’ingénieur Claude Deschamps et son assistant et gendre Jean Billaudel lui est préférée en 1816. Les plans de la « place du Pont » sont dessinés en 1826, au moment de la percée de l'avenue de Paris (actuelle avenue Thiers). Initialement des façades ordonnancées devaient entourer la place. Les immeubles situés à l'angle du quai des Queyries sont les seuls témoins de ce projet avorté.

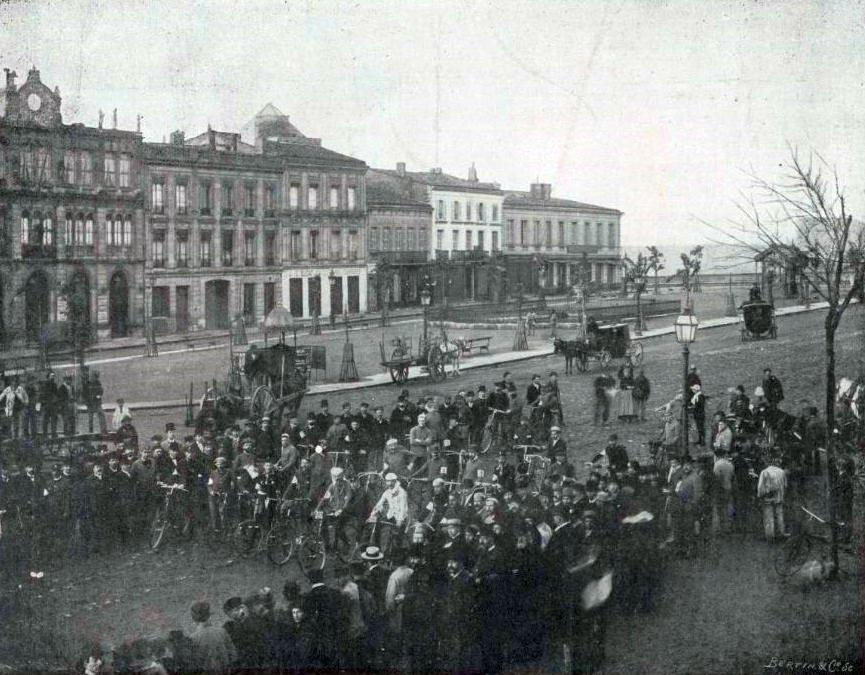
Place du Pont lors du départ du Bordeaux-Paris 1891.

En 1843, le maire de Cenon rebaptise la place du nom de Napoléon. En 1865, le quartier de la Bastide, qui représente alors la moitié de la superficie de Cenon, est annexée par la ville de Bordeaux. Cinq ans plus tard, avec la chute du Second Empire, la place reprend son nom de place du Pont.
En 1946, la ville de Bordeaux, alors dirigée par le socialiste Fernand Audeguil, la rebaptise en l'honneur de la bataille de Stalingrad qui, au prix de terribles combats en 1942-1943, avait permis aux Soviétiques de remporter une victoire décisive sur les forces de l'Allemagne nazie.
Entre 2000 et 2004, à l'occasion du retour du tramway, l'avenue fait l'objet d'un aménagement par les architectes et urbanistes bordelais, Olivier Brochet, Emmanuel Lajus, Christine Pueyo, les paysagistes concepteurs de Signes Paysages et l'architecte conseil de la ville de Bordeaux, Bruno Fortier. Ces travaux sont couronnés en 2005 par l'installation d'une sculpture monumentale de lion bleu, œuvre du lyonnais Xavier Veilhan.

## Patrimoine et monuments

### Le théâtre de l'Alcazar
Au numéro 13 de la place se trouve l'ancien théâtre de l'Alcazar. Son architecture se démarque du classicisme bordelais. Au premier étage une succession de baies jumelées évoque les palais florentins ou vénitiens. Ses façades conservent aussi les bustes de Pierrot et Colombine, allégorie de la danse et de la musique. Ce café-concert a ouvert ses portes en 1861 et sera transformé en théâtre de music-hall en 1892. Entre autres personnalités qui y ont travaillé, on trouve le comique troupier Éloi Ouvrard (né à Bordeaux en 1855 et mort à Bergerac en 1938), auteur de plus de 800 chansons. Également le compositeur noir Edmond Dédé en sera le directeur de l'orchestre durant 27 ans.
Par la suite, le lieu devient un cinéma de quartier puis dancing en 1967 sous le nom d'Eden. Ensuite il y a eu un garage et une station-service et une boîte de nuit en sous-sol, le Trou, qui deviendra le Saint-Claude en 1975, avant de devenir un complexe festif en 1978 : Le Rétro.
L'immeuble est ensuite devenu temporairement un grand magasin, avant d'être totalement réaménagé en 2010 par le promoteur bordelais Norbert Fradin en 13 appartements de standing et en restaurant.

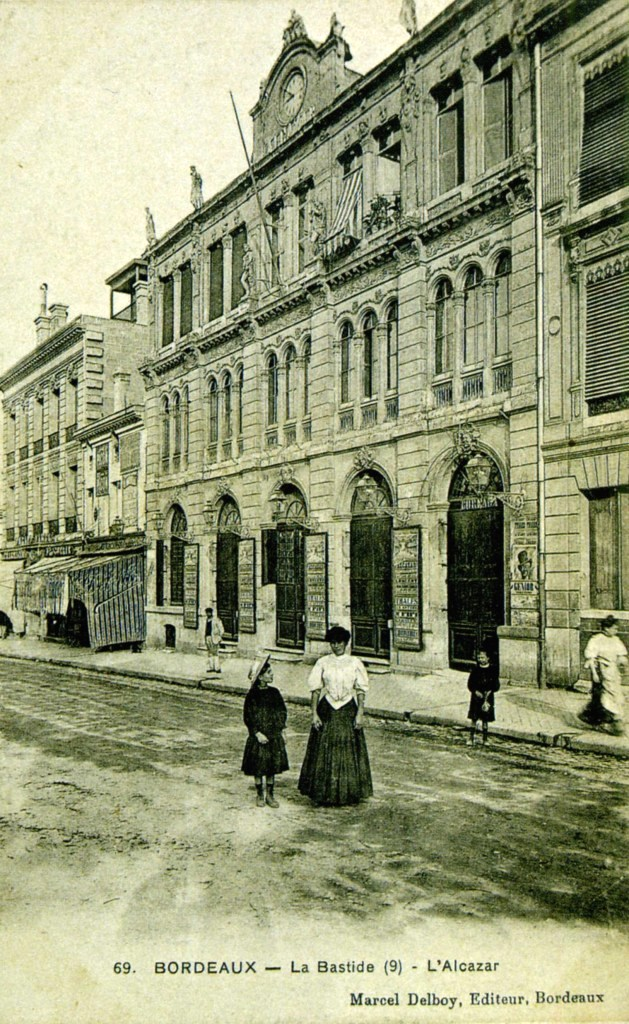
Le théâtre de l'Alcazar vers 1900.
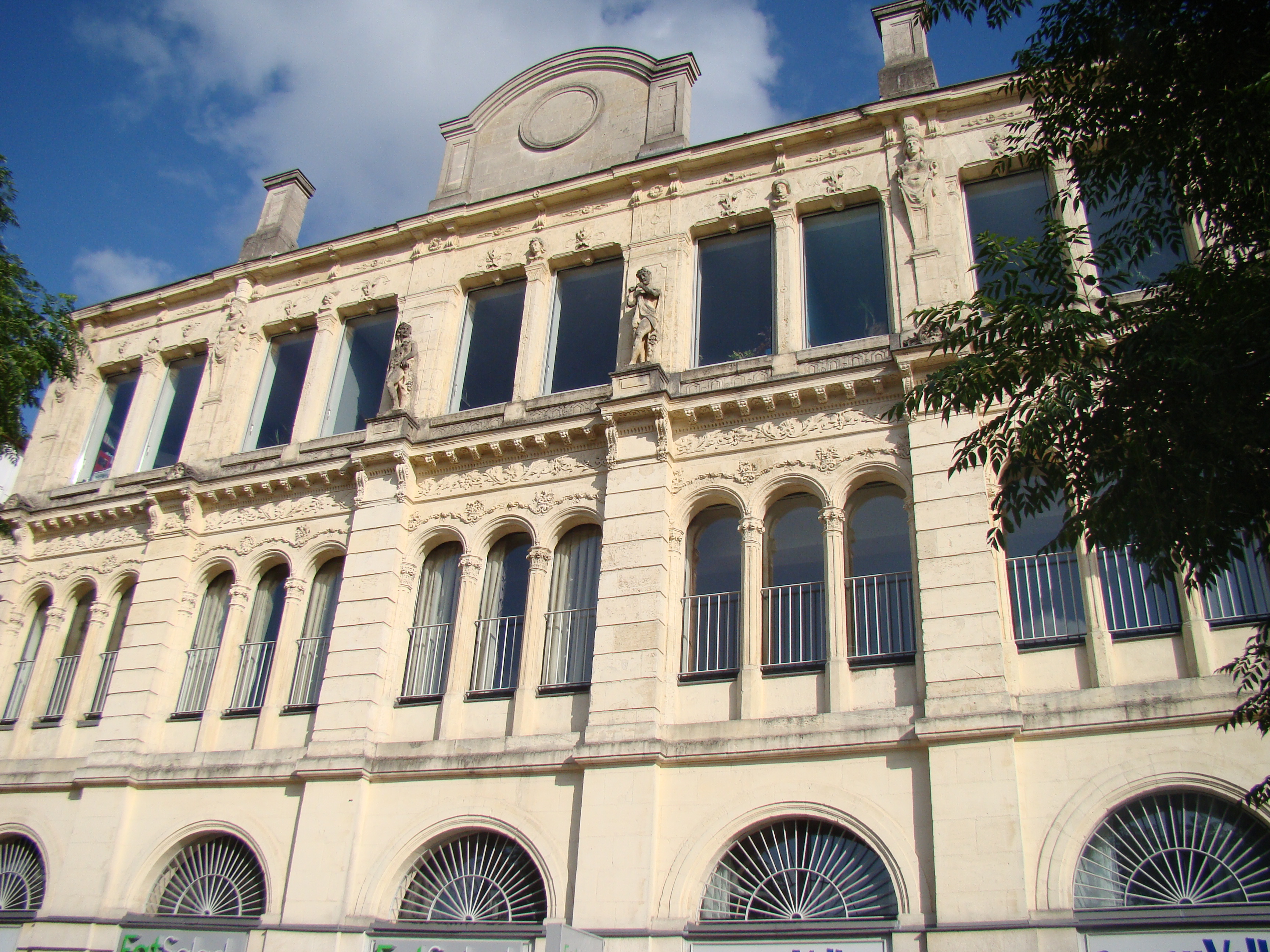
Façade de l'ancien théâtre de l'Alcazar en 2019.

### Le Lion bleu

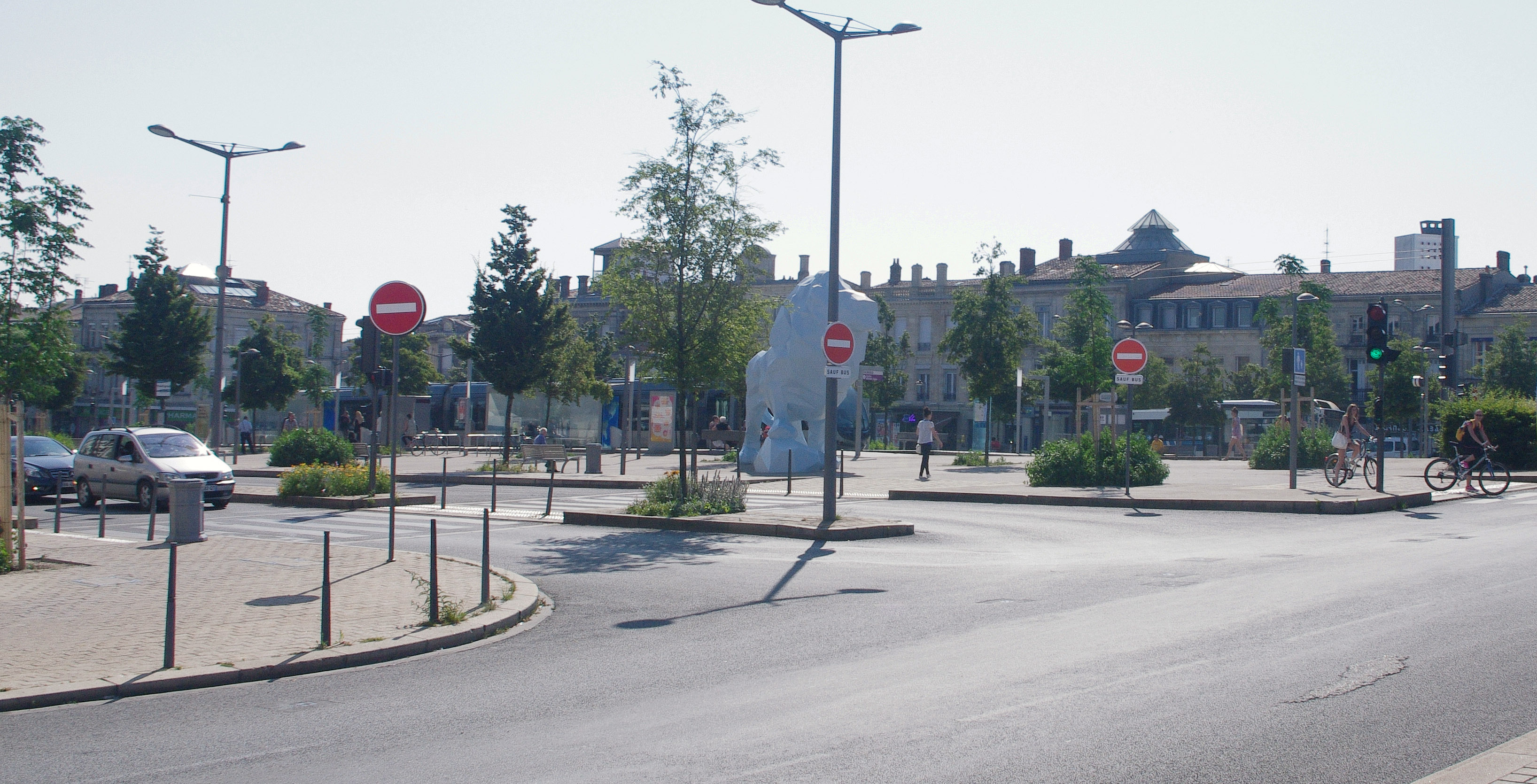
Le Lion bleu, place de Stalingrad

En juin 2005 est inaugurée Le Lion de Veilhan, une statue représentant un lion, de couleur bleu clair, de 8 m de long, 3 m de large et 6 m de haut, en matériaux composites, créée par Xavier Veilhan dans le cadre de l'art dans la ville. L'artiste l'a conçu comme « quelque chose de totémique, immédiatement repérable par les passants, suffisamment grand pour qu'on puisse le voir depuis la rive gauche ».
L’œuvre est financée par la Communauté Urbaine de Bordeaux (aujourd'hui Bordeaux Métropole), dans le cadre d'une commande d’œuvres à installer le long des lignes de tramway.
Le Lion Bleu fait régulièrement l'objet de critiques sur le décalage de style architectural avec les bâtiments environnants.

## La place autrefois

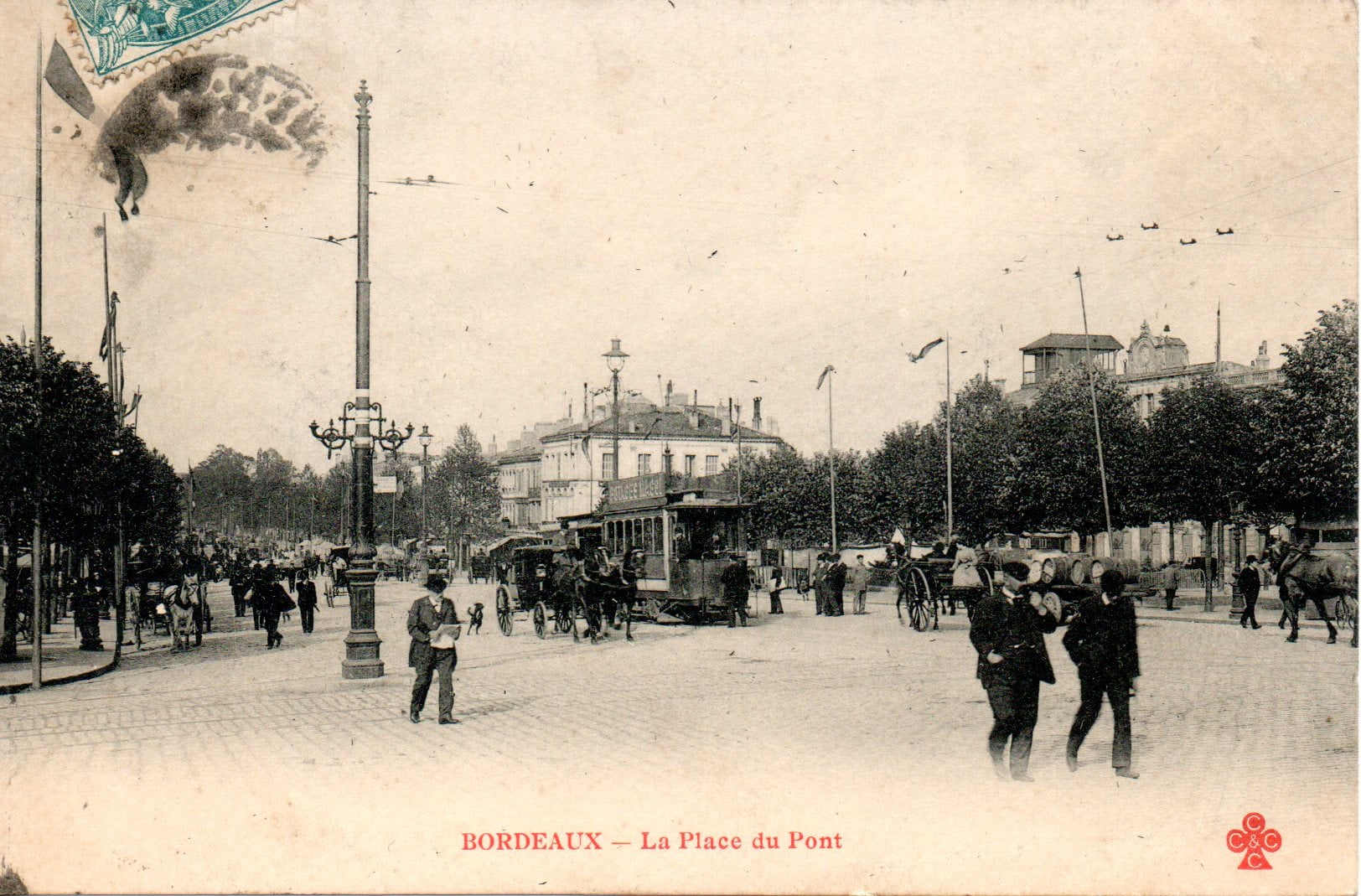
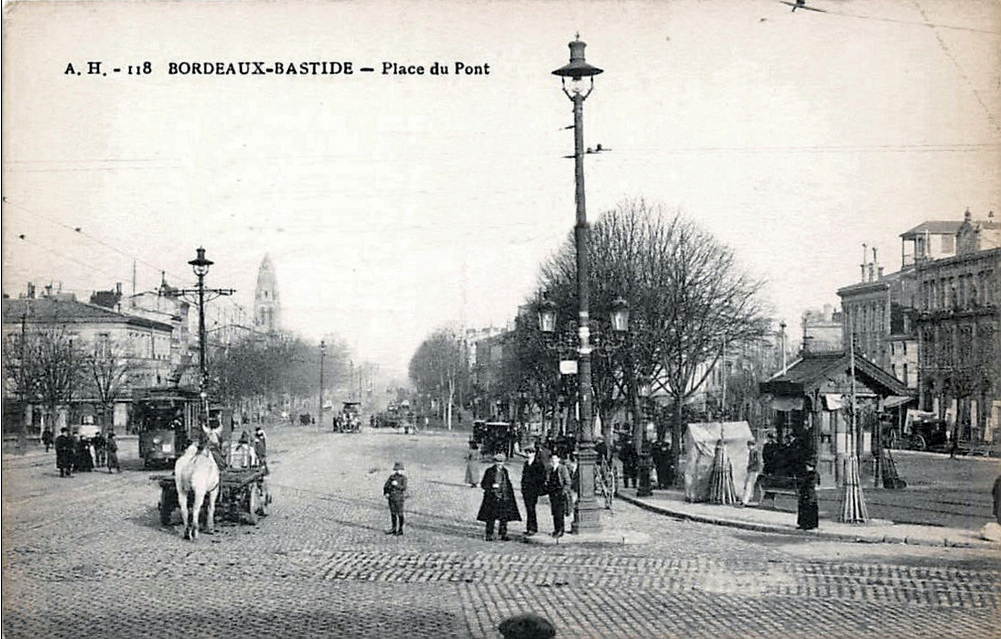
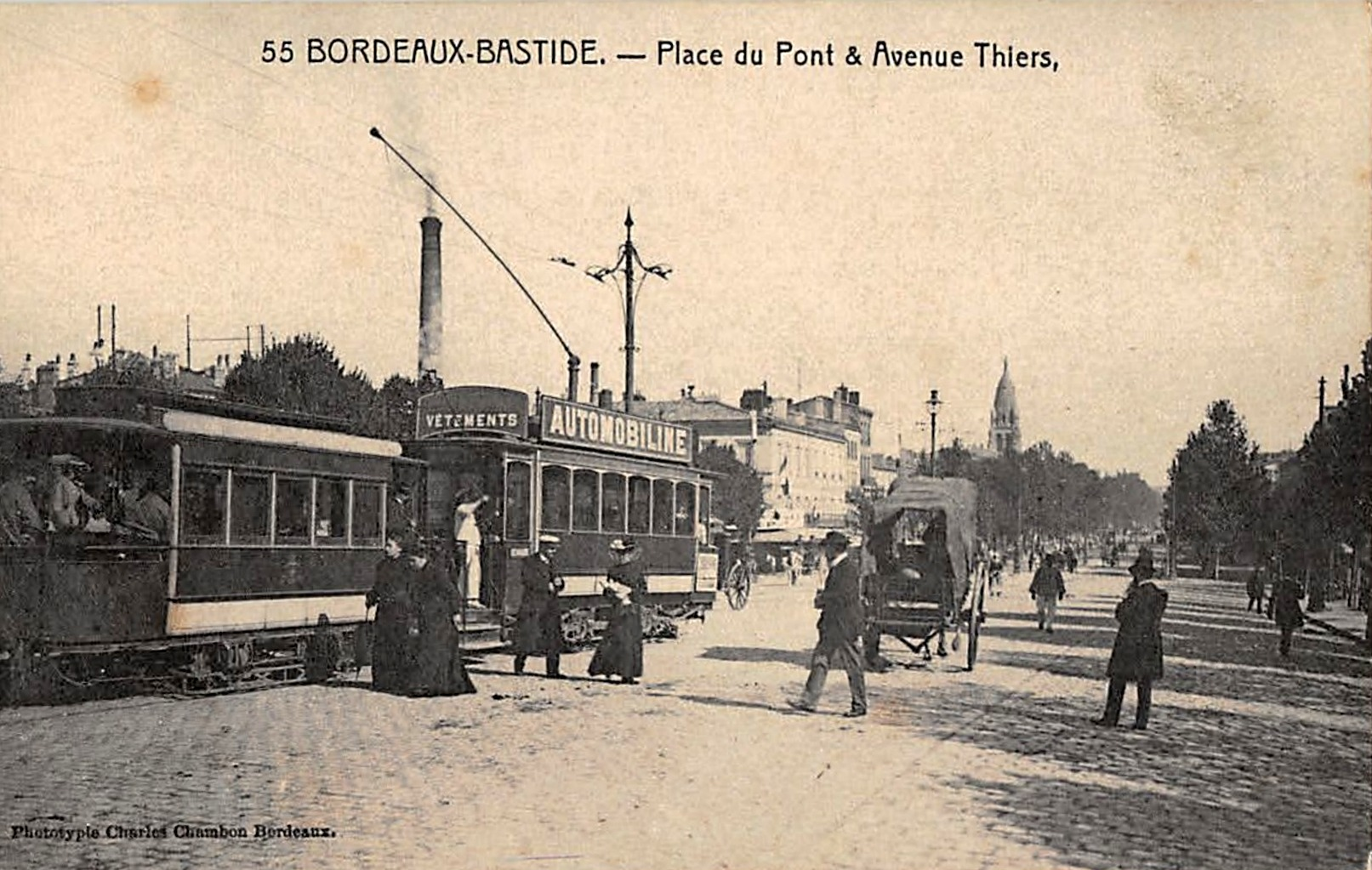
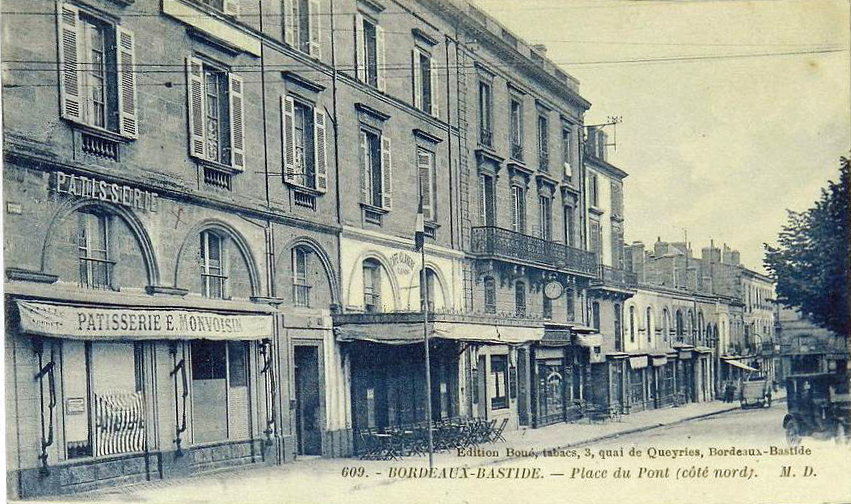
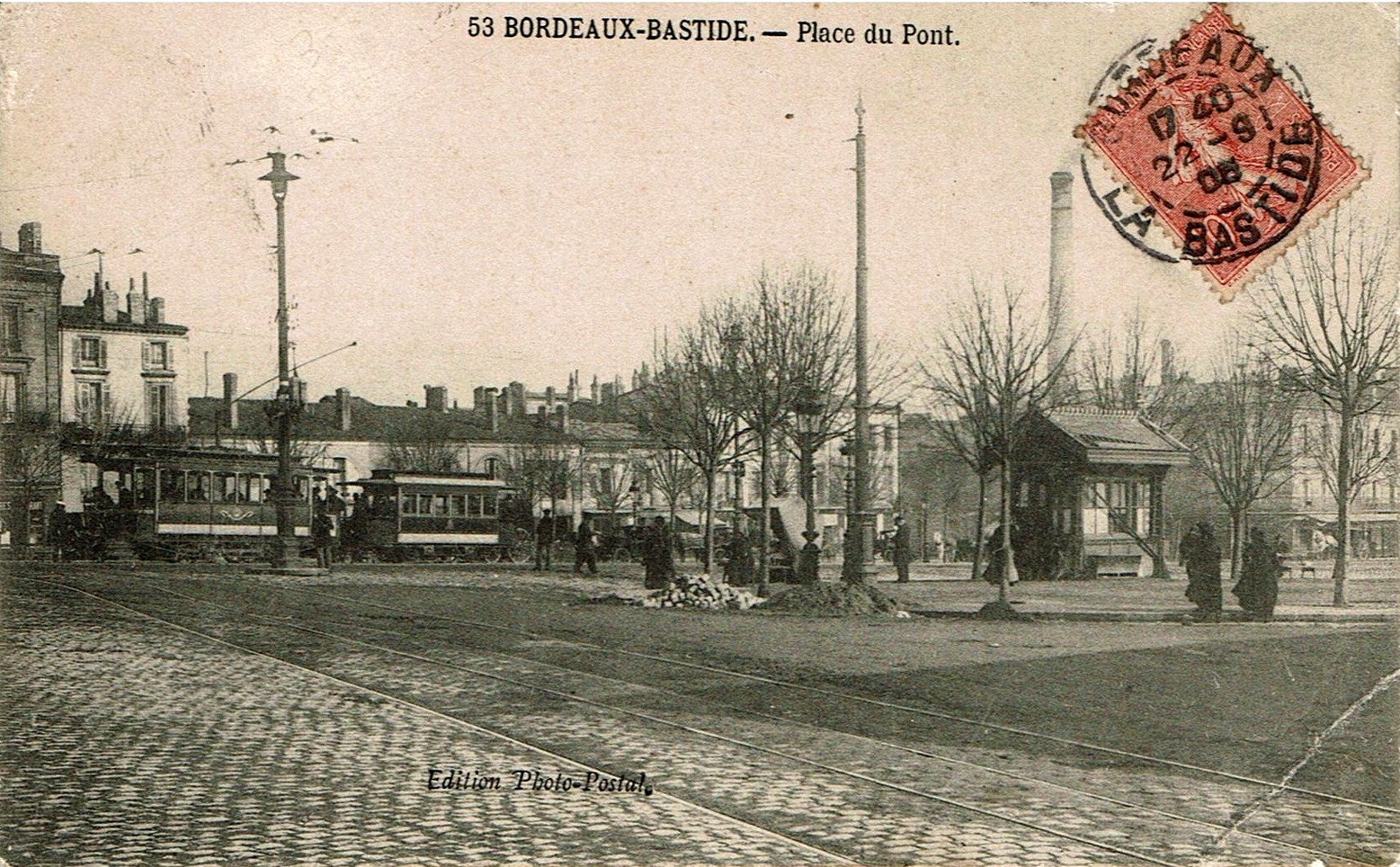
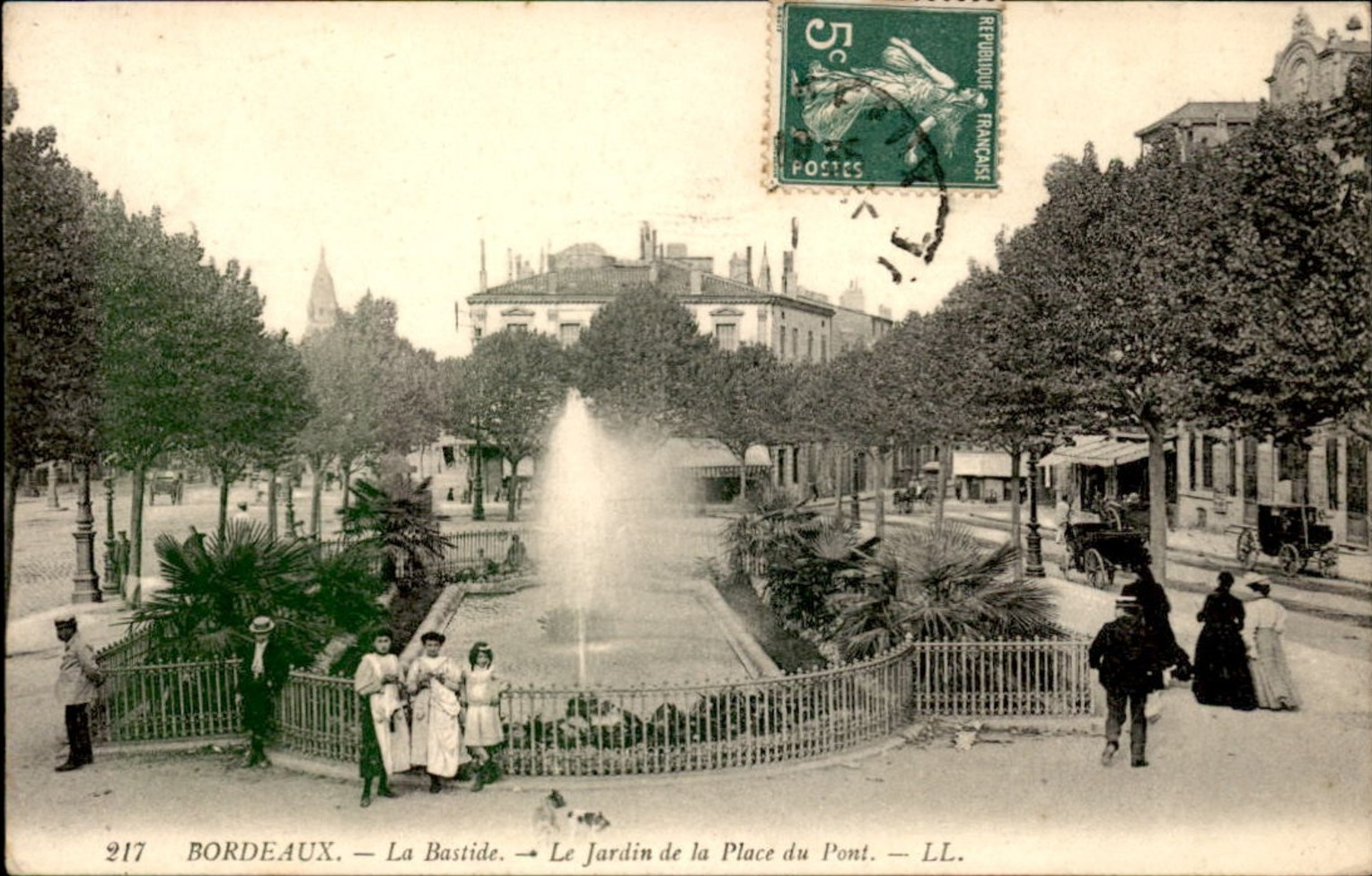